# Ієронім Августин Любомирський
Ієронім[джерело?] Августин Любомирський (пол. Hieronim Augustyn Lubomirski; 20 січня 1647 — 20 квітня 1706, Ряшів) — польський державний і військовий діяч з роду Любомирських, польний і великий гетьман коронний.

## Життєпис

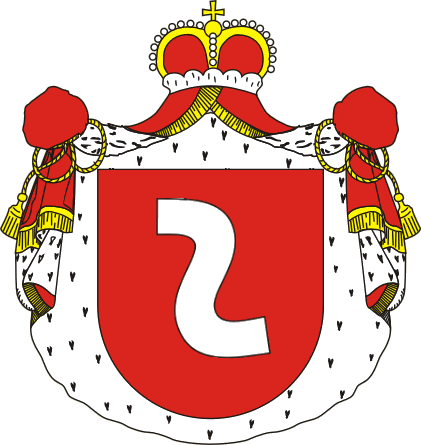
Герб Любомирських

Народився в сім'ї польного гетьмана коронного князя Єжи Себастьяна Любомирського і дочки Сандомирського каштеляна Констанції Ліґензянки. Брат Станіслава Іраклія Любомирського.
Володів Ряшевом, був власником (дідичем) Вишнича, Ярослава.
У 1663 році навчався в Падуанському університеті, вступив в орден лицарів-госпітальєрів. У 1668 році, командуючи загоном найнятим на власні кошти, брав участь у боях проти гетьмана Петра Дорошенка. З 1670 року перебував на службі у війську коронному. Брав участь у поході 1671 року проти Кримської орди, де відзначився під час боїв за Брацлав і Кальник, взяв Вінницю.
Брав участь у Хотинській битві, поході Миколая Єроніма Сенявського в Молдавію 1673–1674 років. Відзначився в битві під Львовом в 1675 році і в боях під Войнилівом, Журавним в 1676 році.
Був прихильником обрання Яна III Собеського. Протягом багатьох років судився з Димитром Єжи Вишневецьким за Острозьку ординацію.
У 1676 році став великим коронним хорунжим, в 1677 його війська — без згоди Речі Посполитої — підтримали антиавстрійське повстання в Угорщині. В 1679 році став придворним Людовика XIV, отримавши щорічну пенсію 15 000 ліврів. З квітня до листопада 1702 року був польним гетьманом коронним. З 1702 до 1706 року був великим гетьманом коронним.
Обіймав посади: каштеляна краківського з 1702, воєводи краківського, підскарбія великого коронного з 1692 року, маршалка надвірного коронного з 1683. 1681 року був обраний маршалком сейму.
У 1705 році був нагороджений Орденом Білого Орла.
Помер у родовому Ряшівському замку.

### Сім'я
1694 р. одружився з Констанцією Бокум (пом. 1704/1709). Діти:
- Ганна Любомирська (пом. 1735), з 1711 р. дружина краківського воєводи Францішека Вельопольського;
- Маріанна Любомирська, дружина Кшиштофа Товянського;
- Ельжбета Любомирська, дружина Яна Рубинського;
- Єжи Ігнацій Любомирський (1687—1753), великий коронний хорунжий;
- Ян Казімеж Любомирський (пом. 1736), болимовський староста;
- Александер Якуб Любомирський (1695—1772), великий коронний мечник і генерал коронної артилерії.